# Biesdorf (Berlin)
Biesdorf, Berlin-Biesdorf – dzielnica (Ortsteil) Berlina w okręgu administracyjnym Marzahn-Hellersdorf. Od 1 października 1920 w granicach miasta.
Znajduje się tutaj pałac Biesdorf.

## Komunikacja
Przez dzielnicę przebiega linia U5 metra z następującymi stacjami:
- Berlin Wuhletal
- Elsterwerdaer Platz
- Biesdorf-Süd.